# Bemambameer
Het Bemambameer (Frans: Lac Bemamba) is een meer in Madagaskar, gelegen in de regio Melaky.